# Tennessee State University

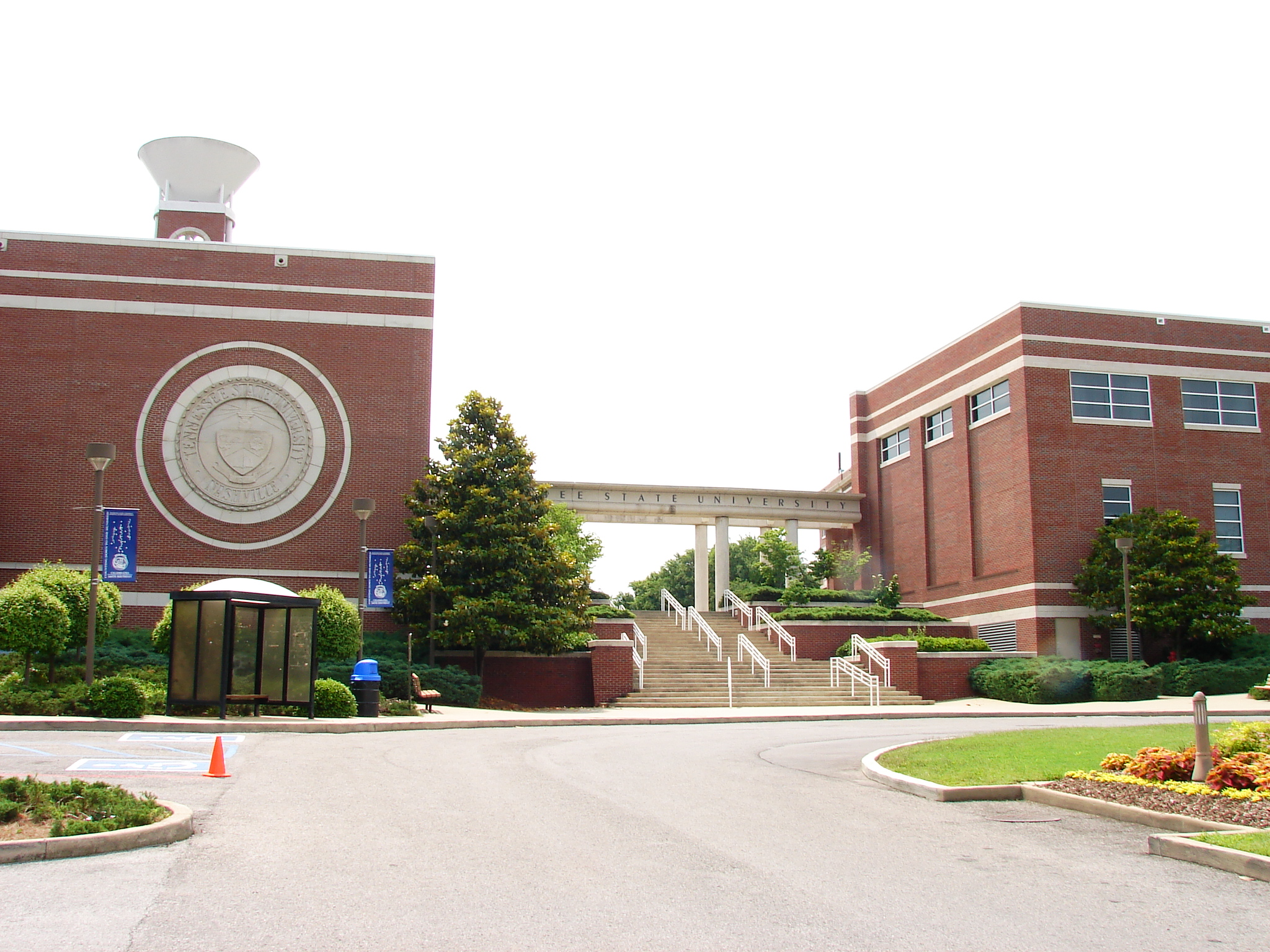
Tennessee State University

Die Tennessee State University (TSU) ist die einzige staatliche historisch afroamerikanische Hochschule (HBCU). In der heutigen Form besteht sie seit dem Zusammenschluss der Tennessee State University mit der ehemaligen University of Tennessee at Nashville im Jahr 1979. Neben dem Hauptcampus gibt es den Avon Williams Campus mit den ehemaligen Einrichtungen der University of Tennessee in der Innenstadt von Nashville.

## Geschichte
Die Universität wurde 1912 als Tennessee Normal School for Negroes gegründet und ist in Nashville im US-Bundesstaat Tennessee gelegen. Ihre Einweihung fand am 16. Januar 1913 statt. Sie wurde 1925 in Tennessee Agricultural & Industrial State Normal College in Tennessee umbenannt. 1927 wurde sie als Tennessee Agricultural & Industrial State College bekannt.
1941 wies die Generalversammlung von Tennessee das Board of Education an, das Bildungsprogramm des College zu verbessern. Drei Jahre später wurden die ersten Master-Abschlüsse verliehen und 1946 wurde das College vollständig von der Southern Association of Colleges and Schools akkreditiert.
Während der Präsidentschaft von Walter S. Davis zwischen 1943 und 1968 kam es zu einer Erweiterung und der Einrichtung der Graduiertenschule und vier weiterer Schulen.
1968 änderte das College offiziell seinen Namen in Tennessee State University. 1979 fusionierten Tennessee State und die University of Tennessee in Nashville aufgrund eines Gerichtsmandats.

## Fakultäten
- Gesundheitswissenschaften
- Ingenieurwesen, Technologie und Informatik
- Künste und Wissenschaften
- Landwirtschaft und Konsumentenwissenschaften
- Pädagogik
- Pflege
- Wirtschaftswissenschaften
- Graduate Studies and Research
- Institute of Government

## Sport
Der Name der Teams der Athletikabteilung ist Tigers. Die Hochschule ist heute Mitglied der Ohio Valley Conference in Division 1 der National Collegiate Athletic Association (NCAA). Sie war aber auch das erste schwarze College, das jemals eine Meisterschaft im College-Basketball erringen konnte. Daneben integrierte das Team die Hotels am Rande des Meisterschaftsturniers in Missouri. Jene Basketball-Teams unter Coach John McLendon, die zwischen 1957 und 1959 in der National Association of Intercollegiate Athletics (NAIA) als bis dahin erste drei College-Meisterschaften hintereinander gewinnen konnten, wurden 2019 unter dem ursprünglichen Namen (von 1927 bis 1968) Tennessee Agricultural & Industrial State College in die Naismith Memorial Basketball Hall of Fame aufgenommen.
Zu noch größerem Ruhm insbesondere bei den Olympischen Spielen hat es der Leichtathletik-Club der Tigerbelles gebracht. 1943 gegründet, war er Cleve Abbotts Leichtathletikprogramm der Tigerettes am Tuskegee Institut nachempfunden, das durch den Zweiten Weltkrieg ein wenig im Sande verlaufen war. Collegepräsident Walter S. Davis strebte als Staatsbediensteter aggressiv danach, Tennessee A & I State zum Äquivalent der University of Tennessee in allen Belangen und auf allen Ebenen  – auch des Sports – zu machen. Er verpflichtete deswegen Ed Temple 1950 als Leichtathletikcoach. Ohne jegliches Reisebudget rekrutierte dieser Highschool-Talente durch ein Amateur-Athletic-Union-Sommerprogramm am College. Das Hauptaugenmerk lag dabei im Sprint. Bereits 1948 in London hatte Audrey Patterson Bronze im 200-Meter-Rennen gewonnen, Temple erreichte 1956 in Melbourne durch Willye White Silber im Weitsprung und Bronze im 4-mal-100-Meter-Rennen mit einer Staffel aus vier Tennessee State-Athletinnen. Bis in die 1970er Jahre erreichte er diese Erfolge lediglich mit College-Arbeitsstipendien. Der erste Star des Programms war die „schwarze Gazelle“ Wilma Rudolph mit drei Goldmedaillen 1960 in Rom und Ed Temple als Coach des United States Olympic Committee. Die Ahnung einer Olympiadynastie der Tigerbelles deutete sich 1964 in Tokio an. Wyomia Tyus und Edith McGuire gewannen Gold. Wyomia Tyus war die erste Sprinterin, die je ihre Goldmedaille 1968 – dem Jahr der Universitätswürde – in Mexiko-Stadt verteidigen konnte. Der Erfolg der Tigerbelles nahm ab den 1970er Jahren ab, als mehr und mehr Hochschulen in den Südstaaten integrierten. Dennoch: In Ed Temples 44 Jahren als Coach wurden die Tigerbelles in 34 Jahren nationaler Meister und errangen durch 13 Tigerbelles zwischen 1956 in Melbourne und 1976 in Montreal über zwanzig olympische Medaillen, davon elf goldene.
Der Name Tigerbelle deutet bereits an, dass bei den Athletinnen auf ein sehr weibliches Image Wert gelegt wurde. Dies war nötig, weil Damenwettkämpfe zum damaligen Zeitpunkt extremer Kritik ausgesetzt waren und Athletinnen in den 1920er und 1930er Jahren allgemein ihre Weiblichkeit abgesprochen wurde. Selbst Sportlehrer sahen Damenwettkämpfe kritisch, weswegen sogenannte Playdays und Telegraph Meetings eingeführt wurden, die den Wettbewerb verwässerten und abmilderten. Afroamerikanerinnen waren aber im Gegensatz zu weißen Freizeitsportlerinnen körperlich harte Arbeit gewohnt, so dass der Mythos der Unfruchtbarkeit durch Athletik bei ihnen wirkungslos war. Die Tigerbelles ebneten wie zuvor die Tigerettes anderen weiblichen Athletinnen mit ihren Goldmedaillen jedenfalls den Weg, denn in den Zeiten des Kalten Krieges konnte auf weibliche Athleten nicht verzichtet werden, da die Auseinandersetzungen der beiden Machtblöcke auf die Aschenbahnen verlegt worden waren. Ähnlich den Harlem Globetrotters wurden die Tigerbelles auch als Goodwill-Botschafter des American Way of Life auf Reisen durch bspw. Afrika eingesetzt. Und selbstverständlich spielten die Tigerbelles wie auch die Tigers eine bedeutende Rolle in der Bürgerrechtsbewegung gegen die Rassentrennung. Wilma Rudolph war vermutlich die erste Afroamerikanerin, die in der weißen Presse als „hübsch“ bezeichnet wurde und sowohl John McLendon als auch Ed Temple bekleideten in einem Sieg über Jim Crow später hohe Positionen im United States Olympic Committee.

## Persönlichkeiten

### Absolventen
- Ralph Boston (1939–2023) – Olympiasieger
- Chandra Cheeseborough (* 1959) – Olympiasiegerin
- Robert Covington (* 1990) – Basketballspieler
- Isabelle Daniels (1937–2017) – Olympionikin
- Richard Dent (* 1960) – Footballspieler
- Mae „Toots“ Faggs (1932–2000) – Olympiasiegerin
- Martha „Pee Wee“ Hudson (* 1939) – Olympiasiegerin
- Barbara „B.J.“ Jones (* 1937) – Olympiasiegerin
- Ed „Too Tall“ Jones (* 1951) – Footballspieler
- Madeline Manning (* 1948) – Olympiasiegerin
- Anthony Mason (1966–2015) – Basketballspieler
- Margaret Matthews (* 1935) – Olympionikin
- Edith McGuire (* 1944) – Olympiasiegerin
- Kathy McMillan (* 1957) – Olympionikin
- Brenda Morehead (* 1957) – Olympionikin
- Audrey Patterson (1926–1996) – Olympionikin
- Dominique Rodgers-Cromartie (* 1986) – Footballspieler
- Wilma „Skeeter“ Rudolph (1940–1994) – Olympiasiegerin
- Leon Thomas (1937–1999) – Sänger
- Rufus Thomas (1917–2001) – Sänger
- Wyomia Tyus (* 1945) – Olympiasiegerin
- Levi Watkins (1944–2015) – Herzchirurg und Bürgerrechtler
- Willye White (1939–2007) – Olympionikin
- Lucinda „Little Dancer“ Williams (* 1937) – Olympiasiegerin
- Oprah Winfrey (* 1954) – Fernsehmoderatorin